# Hochelaga-archipel
De Hochelaga-archipel (Frans: archipel d'Hochelaga) is een archipel van 234 eilanden in het zuidwesten van de Canadese provincie Québec. De eilandengroep is gelegen in de rivierdelta van de monding van de Ottawa in de Saint Lawrence ter hoogte van de stad Montréal. 
Hochelaga (betekent: beverdam of bevermeer) was de Irokezennederzetting gelegen op de plaats waar nu Montréal ligt, dewelke op 3 oktober 1535 een eerste maal werd bezocht door Jacques Cartier. De locatie van de oorspronkelijke nederzetting wordt met een herdenkingsplaat herdacht op een landzone, grenzend aan de hoofdcampus van de McGill University.
De vier grootste en belangrijkste eilanden zijn in volgorde van dalende grootte Île de Montréal, Île Jésus, Île Perrot en Île Bizard. Alle eilanden zijn gelegen in de loop van de Rivière des Prairies, de Rivière des Mille Îles of een gedeelte van de Saint Lawrencerivier, inclusief het Lac Saint-Louis en het Lac des Deux Montagnes.